# Império do Espírito Santo do Corpo Santo
O Império do Espírito Santo do Corpo Santo é um Império do Espírito Santo português que se localiza na freguesia açoriana de Nossa Senhora da Conceição, concelho de Angra do Heroísmo, ilha Terceira, arquipélago dos Açores.
Este Império do Espírito Santo tem a sua fundação no século XIX mais precisamente no ano de 1895.